# 190 (число)
190 (Сто дев'яно́сто) — натуральне число між  189 та  191.
- 190 день в році — 9 липня (у високосний рік 8 липня).

## У математиці
- 19-те трикутне число
- щасливе число

## В інших галузях
- 190 рік, 190 до н. е.
- NGC 190 — галактика в сузір'ї Риби.